# International Journal of Operations & Production Management
Das International Journal of Operations & Production Management ist eine zwölfmal jährlich erscheinende wissenschaftliche Zeitschrift zu den Themen Operations Management und Supply-Chain-Management.

## Rezeption
Das Zeitschriften-Ranking VHB-JOURQUAL 3 stuft die Zeitschrift in die Kategorie B („wichtige und angesehene wissenschaftliche Zeitschrift auf dem Gebiet der BWL oder ihrer Teildisziplinen“) ein. Der Zwei-Jahres-Impact-Factor von Clarivate Analytics liegt bei 4.619 (2019). Im Academic Journal Guide 2021 der Chartered Association of Business Schools ist die Zeitschrift mit einer „4“ (= „top journal“) bewertet.